# The Burial
Cet article concerne le groupe de musique. Pour le film dont le titre original est The Burial, voir Death Business.
The Burial est un groupe de ska et oi! skinhead britannique, originaire de Yorkshire, en Angleterre. Formé en 1981, il compte un album, A Day On the Town, en 1988, et travaillera avec le poète anarchiste Nick Toczek sur divers projets sous le nom de Britanarchists. Ils se séparent en 1988.

## Style musical
Les deux premiers enregistrements du groupe, Backstreet Child et I Just Can't Forget, apparaissent sur la compilation Oi! The Demos (80-83), dont les notes d'accompagnement les décrivent comme « le groupe prototype de skacore. » Ils comptent trois chansons dans la compilation Oi! of Sex — deux sous le nom de The Burial (Old Mans Poison, Friday Night) et une sous le nom de Nick Toczek's Britanarchists (Stiff With a Quiff). La chanson Sheila apparaît sur la compilation The Sound of Oi!, et Holding On sur Oi! Glorious Oi!
Leur style musical est décrit par Spirit of '69: A Skinhead Bible comme un « cocktail de punk et soul volatile ». Dans son article Oi!: The Truth, Garry Bushell écrit : « Burial de Scarborough a cité l'oi et le 2-tone comme inspirations et mixé des sons du ska et de punk rowdy bootboy dans leur set. » Une chanson du groupe The Gonads, Joys of Oi! comprend les paroles Burial at number one. Le magazine i-D décrit The Burial comme « possiblement le premier groupe de skinhead à avoir joué du ska. »

## Membres
- Michael « Mick » Hall - chant
- Chris Weston - guitare solo, chant
- Eric « Barney » Barnes - guitare rythmique, chant
- Ashley Bell - basse, chant
- Charlie Seymour - batterie, chant